# Schröding (Kirchberg)

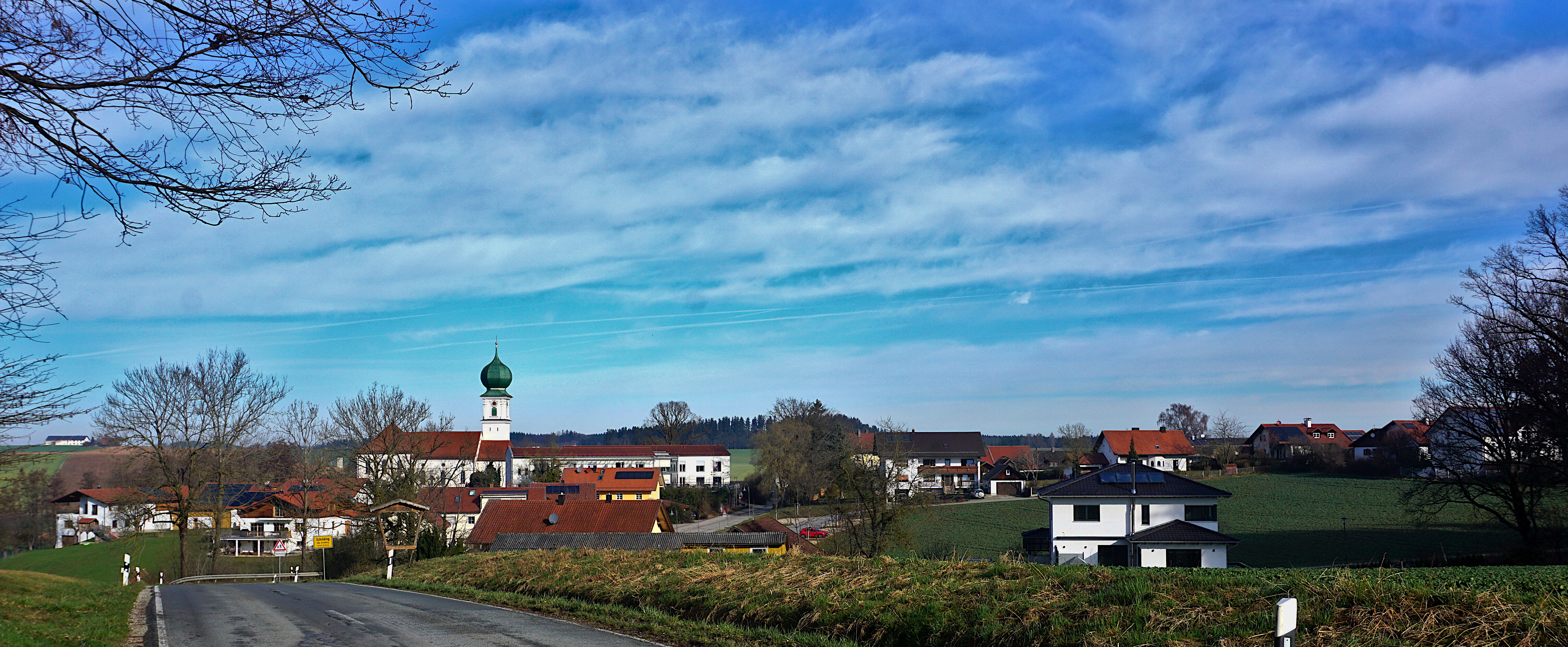
Schröding vom Süden aus

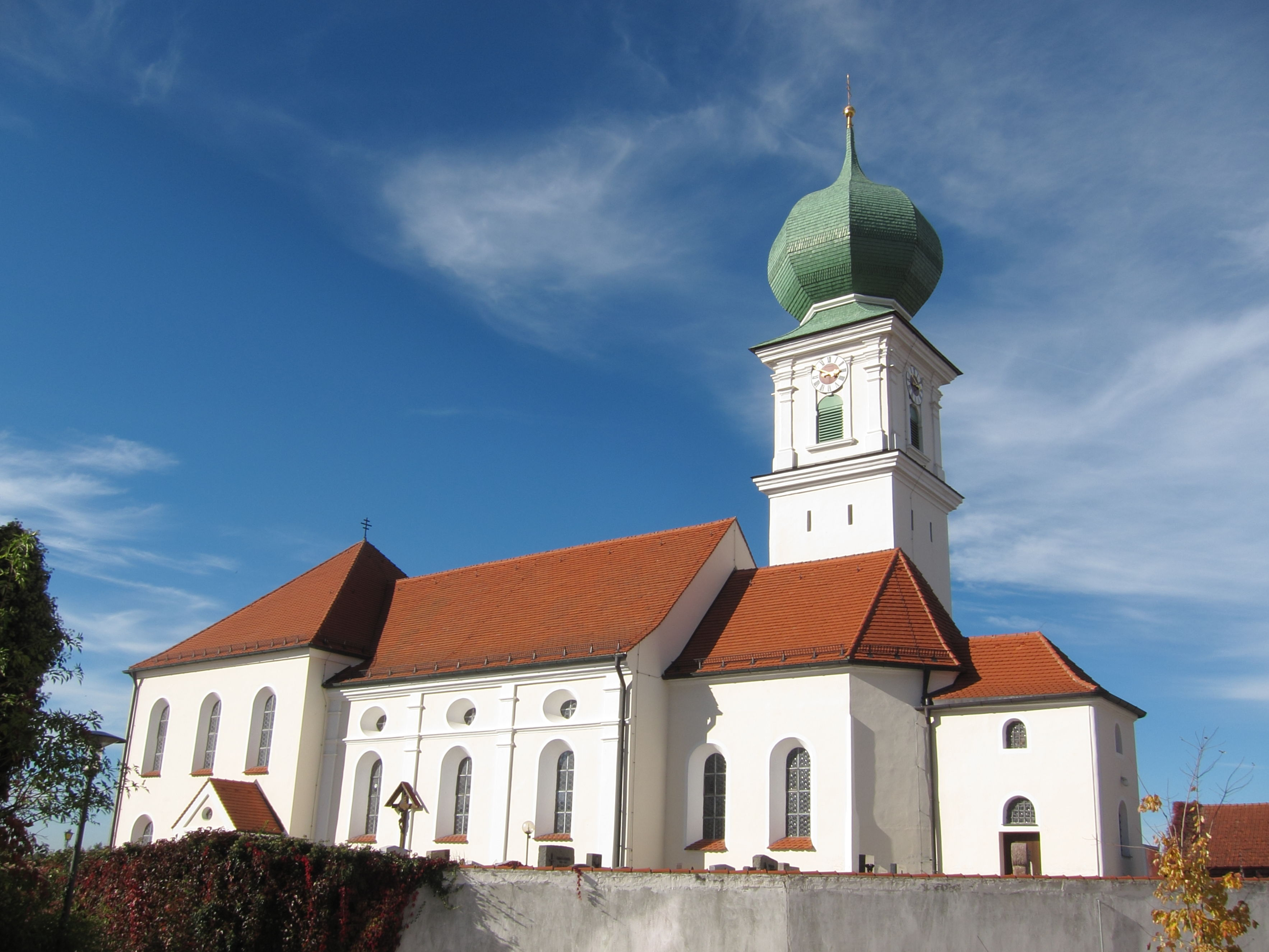
Kirche in Schröding

Schröding ist ein Pfarrdorf und Ortsteil der Gemeinde Kirchberg im oberbayerischen Landkreis Erding.

## Geschichte
Schröding, eine der ersten Siedlungen in der Umgebung, wurde um 800 von einem Mann namens Scort gegründet. Im Jahr 1050 wird ein Hiltolf de Scrotingin urkundlich erwähnt. In der Folgezeit wurde das Gotteshaus von Adlkirchen nach Schröding verlegt. Die Kirche in Schröding wird 1315 als Filialkirche Steinkirchens erwähnt. Die heutige Pfarrkirche St. Urban und Nikolaus ist spätgotisch um 1450. Langhaus und Turmoberteil wurden von Anton Kogler um 1702/03 barockisiert, das Langhaus um die Mitte des 20. Jahrhunderts verlängert. Ab 1901 war Schröding Expositur der Pfarrei Steinkirchen, seit 1921 besteht eine eigenständige Pfarrei.
Schröding war von Anfang an Teil der 1818 durch das bayerische Gemeindeedikt gebildeten Gemeinde Kirchberg und dessen Schulsitz. Heute besteht ein Schulverband mit der Nachbargemeinde Hohenpolding.